# Tel Quel
Tel Quel fue una revista literaria francesa publicada entre 1960 y 1982.

## Descripción
En ella se debatían temas de la teoría y la crítica literaria. Sus creadores y mayor impulsores fueron Philippe Sollers y Jean-Edern Hallier. El nombre Tel Quel es una expresión francesa que se traduce al español como «Tal cual».
Fundada en 1960, su comité de redacción estaba compuesto por Sollers y Hallier, así como por Jean-René Huguenin, Jean Ricardou, Jean Thibaudeau, Michel Deguy, Marcelin Pleynet, Denis Roche, Jean-Louis Baudry, Jean-Pierre Faye, Jacqueline Risset, y Julia Kristeva.
Entre sus principales colaboradores se encuentran Roland Barthes, Georges Bataille, Jacques Derrida, Jean-Pierre Faye, Michel Foucault, Julia Kristeva, Bernard-Henri Lévy, Marcelin Pleynet, Maurice Roche, Tzvetan Todorov, Francis Ponge, Umberto Eco, Gérard Genette, Severo Sarduy, Phillippe-Joseph Salazar, Pierre Boulez, Jean-Luc Godard, Pierre Guyotat y Maurice Blanchot.
Cesó en 1982.